# 노광조
노광조(盧光稠, Lu Guangchou, ? ~ 910년)은 중국 당나라 말기에서 오대십국 시대 초기에 걸쳐 활약했던 군벌로, 885년부터 910년에 사망할 때까지 건주(虔州, 오늘날의 강서성 감주시)를 통제하였다. 그는 당나라가 멸망한 이후, 당나라를 계승한 후량과 후량의 적국이었던 오나라의 두 군주에게서 표면상 승인을 받았다.

## 생애

### 배경, 그리고건주를 탈취하다
노광조는 남강 출신으로, 그가 언제 태어났는지는 알려져 있지 않다. 그는 웅장하고 뛰어난 체격과 외모를 갖고 있었지만, 특별한 재능은 없었다고 전해진다. 그럼에도 불구하고, 그는 그와 같은 남강 출신인 담전파를 감동시켰다. 이때 담전파는 노광조의 사람됨을 비상하게 여겼다고 전해진다.
당나라 말엽에 당나라의 남방 일대가 반란의 소용돌이에 휩싸였을 무렵, 담전파는 노광조에게 반란을 일으킬 것을 권유했다. 노광조는 이를 받아들여, 마침내 반란을 일으키게 되었다. 그들이 모집한 반란군들은 담전파를 대신 그들의 수령으로 추대하고자 하였으나, 담전파는 수령 자리를 노광조에게 양보하였다. 나아가, 반란군들을 일렬로 세워 놓고 노광조의 명령을 따르지 않는 자들은 참수하겠다고 위협하였다. 결국, 반란군들은 노광조를 그들의 수령으로 추대했다.
885년, 노광조는 건주를 함락시키고 자사를 자칭하였다. 그리고 담전파를 자신의 군사로 삼았다.

### 건주를 통치하다
902년, 노광조는 영토를 확대시키기 위해 남쪽 정벌에 나섰다. 그는 먼저 소주(韶州, 오늘날의 광동성 소관시)를 함락시키고, 그의 아들 노연창으로 하여금 그곳을 지키게 하였다. 이후 그는 조주(潮州, 오늘날의 광동성 조주시)를 포위 공격하였으나, 청해군 유후(淸海軍, 본부는 오늘날의 광동성 광저우시에 있었다) 유후(留後) 유은에 의해 격퇴되었다. 유은은 승리한 기세를 타고 소주까지 진격해 왔다. 그리하여, 그의 동생인 유척의 반대에도 불구하고 소주를 포위 공격하기에 이르렀다. 이때 담전파는 1만 명의 정예군을 매복시켜 놓고 청해군을 기다리고 있다가 그들을 격파하였다. 결국 유은은 퇴각했고, 마침내 노광조가 소주를 보유하는 것을 허락하고 말았다. 이 승리에도 불구하고 담전파는 자신의 공로를 모두 다른 장수들에게 대신 양보하였고, 이로 말미암아 노광조는 그를 더욱더 신뢰하게 되었다.
907년, 대군벌 선무군(宣武軍, 본부는 오늘날의 하남성 개봉시에 있었다) 절도사 주전충이 당나라를 찬탈하고 후량 태조로 즉위하였다. 이 무렵, 노광조의 북쪽 영토는 후량에 복종하지 않는 대신 당나라의 연호를 계속 유지하고 있었던 홍농군국(역시 훗날의 오나라로 유명해진다)이 점거하고 있었고, 반면에 남쪽으로 향하는 영토는 당시 여전히 후량의 봉신이었던 유은이 차지하고 있었다. 이때 노광조만이 건주와 소주의 2주를 가지고 후량 조정에 임명을 요청하여, 도로가 개통되어 부세를 수송하기를 희망하였다. 또한, 노광조는 후량 태조 주전충에게 선물을 보냈다. 그에 대한 보답으로 후량 태조 주전충은 건주에 백승군(百勝軍)을 설치하여 건주와 소주를 편입시키고, 노광조를 백승군방어사 겸 오령개통사(五嶺開通使)로 임명하였다.
909년, 홍농군국은 무주(撫州, 오늘날의 강서성 무주시) 일대를 중심으로 무주·신주(信州, 오늘날의 강서성 상요시)·길주(吉州, 오늘날의 강서성 길안시)·원주(袁州, 오늘날의 강서성 의춘시)의 4주를 통제하던 할거 세력 군벌 위전풍을 격파하고 그를 사로잡았다. 이리하여, 마침내 홍농군국은 위전풍의 영토를 점령하기에 이르렀다. 이에 대응하여, 노광조는 그 해 8월에 홍농왕 양융연에게 복종하는 표문을 올렸다. 이로써 강서 땅은 대부분 홍농군국의 관하에 들어가게 되었다. 단, 그는 사신을 보내 후량에 귀순하면서, 후량 측에도 복종하였다. 그 이듬해인 910년 1월 10일에 후량 태조 주전충은 그에게 진남군(鎭南軍, 본부는 오늘날의 강서성 남창시에 있었다. 당시에는 홍농군국의 영토였다)의 직함을 제수하였다.
그 해 연말에 노광조가 병이 들어 위독해지자, 그는 담전파에게 그의 지위를 물려주고자 하였으나, 담전파는 이를 사양하였다. 그 후 노광조는 병사하였고, 이 소식을 듣고 소주에서 달려온 노연창이 장례를 치르기 위해 건주에 도착하자, 담전파는 노연창이 노광조의 가독을 상속하는 것을 지지하였다. 그 후, 양융연과 후량 태조 주전충 양측은 그 상속을 승인하였다.

## 참고 자료
- 《신당서》, 제190권 - 열전(列傳) 제115권
- 《신오대사》, 제41권 - 잡전(雜傳) 제29권
- 《자치통감》, 제256권・제263권・제266권・제267권